# Anurophorus barroudensis
Anurophorus barroudensis är en urinsektsart som beskrevs av Cassagnau 1959. Anurophorus barroudensis ingår i släktet Anurophorus och familjen Isotomidae. Inga underarter finns listade i Catalogue of Life.